# Makrokylindrus wolffi
Makrokylindrus wolffi är en kräftdjursart som beskrevs av Mihai Bacescu 1962. Makrokylindrus wolffi ingår i släktet Makrokylindrus och familjen Diastylidae. Inga underarter finns listade i Catalogue of Life.